# ريسا مياشيتا
ريسا مياشيتا (باليابانية: 宮下梨沙) هي منافسة ألعاب القوى يابانية، ولدت في 26 أبريل 1984 في أوساكا في اليابان.

## وصلات خارجية
- ريسا مياشيتا على موقع الاتحاد الدولي لألعاب القوى (الإنجليزية)
- ريسا مياشيتا على موقع الرابطة اليابانية لاتحادات ألعاب القوى (اليابانية)